# نجد خميس

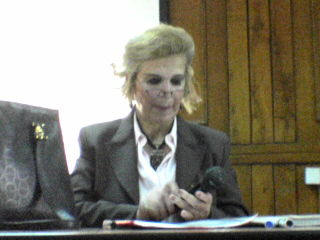
الدكتورة نجد أثناء إلقائها إحدى المحاضرات

الدكتورة نجد محمد خميس حميده هي زوجة رئيس وزراء مصر السابق عاطف عبيد
تدرس ماده التمويل بأكاديمية السادات. كان والدها ـ وهو صيدلي ـ الدكتور خميس حميدة رئيس شعبة الإخوان المسلمين بالدقهلية، أحد الذين حكم عليهم بالإعدام في أعقاب محاولة اغتيال الرئيس جمال عبد الناصر في المنشية 1954، لكن من حسن حظه أنه لم يطبق عليه حكم الإعدام أما والدتها فهي ألمانية 
قامت الدكتورة نجد خميس بدعوة جمال مبارك نجل الرئيس السابق حسني مبارك إلى إجراء ندوة بأكاديمية السادات عام 2003 بصفته رئيس جمعية جيل المستقبل وإرادة منها في نقل الفكر التنموي والتطوير الإداري والوظيفي لطلبة الأكاديمية.
للدكتورة نجد أيضًا الكثير من الكتابات والمجلدات في مجال الاقتصاد والتمويل والتى قد يشارك في تأليف بعضها زوجها الدكتور عاطف عبيد رئيس الوزراء الأسبق لمصر والذي شهد عصره انخفاضا ملحوظًا في حركة النمو الاقتصادي وتراجع سعر الجنيه المصري في أسواق الصرف والذي أرجع البعض إلى أن يكون هذا هو سبب تنحيته عن رئاسة الوزراء بعد فترة من توليه هذا المنصب.